# Spicy (canção de Aespa)
"Spicy" é uma canção gravada pelo girl group sul-coreano Aespa para seu terceiro extended play (EP) My World. Foi lançada como o single principal do EP pela SM Entertainment em 8 de maio de 2023.

## Antecedentes e lançamento
Em 16 de fevereiro de 2023, Lee Sung-soo lançou um vídeo de 30 minutos afirmando: "Lee Soo-man foi a razão pela qual a canção de Aespa foi adiada" e que o grupo deveria lançar novas  canções em 20 de fevereiro. Além disso, acrescentou que Soo-man queria começar a "injetar motivos ambientalistas de plantação de árvores e sustentabilidade nas canções", que mais tarde foram descartadas por "não se enquadrarem no mundo de Aespa" e deixarem o grupo "chateado". Em 16 de março, a SM Entertainment anunciou que o Aespa lançaria um disco no início de maio. Em 17 de abril, foi anunciado que o terceiro EP do grupo, intitulado My World, e contendo seis faixas, seria lançado em 8 de maio. Em 24 de abril, a lista de faixas foi lançada através de seu site oficial com "Spicy" anunciada como single principal. Em 6 de maio, o teaser do videoclipe foi lançado. A canção foi lançada junto com o EP e seu videoclipe em 8 de maio. Em 15 de setembro, uma versão remix por Nitepunk foi lançada.

## Composição
"Spicy" foi escrita por Bang Hye-hyun (JamFactory), composta e arranjada por Ludvig Evers (Moonshine) e Jonatan Gusmark (Moonshine), com Emily Yeonseo Kim e Moa "Cazzi Opeia" Carlebecker participando da composição e Jinbyjin participando do arranjo. Foi descrita como uma canção dance, pop e synth-pop "experimental" caracterizada por "som intenso de baixo de sintetizador [e] ritmo de batida dinâmico". "Spicy" foi composta em tom de B menor, com um tempo de 115 batidas por minuto.

## Videoclipe
O videoclipe dirigido por 725 do SL8 Visual Lab foi lançado junto com a canção pela SM Entertainment em 8 de maio. O videoclipe retrata Aespa "como um grupo de estudantes populares do ensino médio" com cenas que alternam entre "Aespa se preparando para dar uma festa selvagem em sua luxuosa mansão" e "Aespa aproveitando a oportunidade para explorar a cidade quando o relógio bate meia-noite quando o tempo pára".

## Desempenho comercial
"Spicy" estreou em sexto lugar na Circle Digital Chart da Coreia do Sul na edição da parada datada de 7 a 13 de maio de 2023; em suas paradas componentes, a canção estreou em terceiro lugar na Circle Download Chart, número oito na Circle Streaming Chart e número 33 na Circle BGM Chart. Ascendeu para o número dois na Circle Digital Chart e número três na Circle Streaming Chart, na edição da parada datada de 21 a 27 de maio de 2023. No Japão, a canção estreou na posição 71 na Billboard Japan Hot 100 na edição da parada datada de 17 de maio de 2023; em suas paradas componentes, a canção estreou na posição 70 na Top Download Songs e número 82 na Top Streaming Songs. Ascendeu ao número 64 na Billboard Japan Hot 100 e número 56 na Top Streaming Songs. Na Oricon Streaming Chart, estreou no número 48 na edição da parada datada de 22 de maio de 2023, subindo para o número 43 na semana seguinte.
Em Singapura, a canção estreou na posição 22 na RIAS Top Streaming Chart na edição da parada datada de 12 a 18 de maio de 2023. Também estreou na posição 17 na RIAS Top Regional Chart na edição da parada datada de 5 a 11 de maio de 2023. No Vietnã, a canção estreou na posição 27 na Billboard Vietnam Hot 100 na edição da parada datada de 18 de maio de 2023. Em Hong Kong, a canção estreou no número 24 na Billboard Hong Kong Songs na edição da parada datada de 27 de maio de 2023. Em Taiwan, a canção estreou em 14º lugar na Billboard Taiwan Songs na edição da parada datada de 27 de maio de 2023.
Nos Estados Unidos, a canção estreou em sexto lugar na Billboard World Digital Song Sales na edição da parada datada de 26 de agosto de 2023. Na Nova Zelândia, a canção estreou na posição 34 na RMNZ Hot Singles na edição da parada datada de 15 de maio de 2023. Globalmente, a canção estreou na posição 160 na Billboard Global 200 e número 77 na Billboard Global Excl. US na edição da parada datada de 20 de maio de 2023. Ascendeu para o número 70 na Billboard Global 200 e número 42 na Billboard Global Excl. US na semana seguinte.

## Promoção
Antes do lançamento de My World, em 8 de maio de 2023, Aespa realizou um evento ao vivo chamado "Aespa 'My World' Countdown Live" no YouTube, TikTok e IdolPlus para apresentar o álbum e suas canções, incluindo "Spicy", e para se comunicar com seus fãs. O grupo posteriormente se apresentou em quatro programas musicais na primeira semana: M Countdown da Mnet em 11 de maio, Music Bank da KBS em 12 de maio, Show! Music Core da MBC em 13 de maio e no Inkigayo da SBS em 14 de maio. Na segunda e última semana de promoção, elas se apresentaram em quatro programas musicais: M Countdown em 18 de maio, Music Bank em 19 de maio, Show! Music Core em 20 de maio e no Inkigayo em 21 de maio onde conquistaram o primeiro lugar em todas as participações.

## Lista de faixas
- Download digital / streaming – Original

1. "Spicy" – 3:17

- Download digital / streaming – Remixes

1. "Spicy" (remix de Nitepunk) – 3:10

## Reconhecimentos
Grammy incluiu "Spicy" em sua lista das 15 canções de K-pop que arrasaram em 2023.
| Cerimônia de premiação    | Ano  | Categoria                                     | Resultado | Ref.   |
| ------------------------- | ---- | --------------------------------------------- | --------- | ------ |
| Circle Chart Music Awards | 2023 | Artista do Ano — Streaming de Ouvintes Únicos | Venceu    | [ 50 ] |
| Circle Chart Music Awards | 2023 | Artista do Ano — Digital                      | Indicado  | [ 50 ] |
| Circle Chart Music Awards | 2023 | Artista do Ano — Streaming Global             | Indicado  | [ 50 ] |
| Golden Disc Awards        | 2023 | Melhor Canção Digital (Bonsang)               | Indicado  | [ 51 ] |
| MAMA Awards               | 2023 | Melhor Performance de Dança – Grupo Feminino  | Indicado  | [ 52 ] |
| MAMA Awards               | 2023 | Canção do Ano                                 | Indicado  | [ 52 ] |
| Melon Music Awards        | 2023 | Canção do Ano                                 | Indicado  | [ 53 ] |

| Programa         | Data               | Ref.   |
| ---------------- | ------------------ | ------ |
| Inkigayo         | 21 de maio de 2023 | [ 48 ] |
| M Countdown      | 18 de maio de 2023 | [ 45 ] |
| Music Bank       | 19 de maio de 2023 | [ 46 ] |
| Show! Music Core | 20 de maio de 2023 | [ 47 ] |

## Créditos e pessoal
Créditos adaptados do encarte do EP.
Estúdio
- SM Big Shot Studio – gravação, edição digital
- SM Starlight Studio – gravação, edição digital
- SM Blue Ocean Studio – mixagem
- 821 Sound – masterização

Pessoal
- SM Entertainment – produtor executivo
- Aespa – vocais, vocais de fundo
- Bang Hye-hyun – letra
- Jonatan Gusmark (Moonshine) – composição, arranjo, sintetizador, programação
- Ludvig Evers (Moonshine) – composição, arranjo, sintetizador, programação
- Moa "Cazzi Opeia" Carlebecker – composição, vocais de fundo
- Emily Yeonseo Kim – composição, direção vocal, vocais de fundo
- Jinbyjin – arranjo, guitarra elétrica, sintetizador, programação
- Lee Min-kyu – gravação, edição digital
- Jeong Yu-ra – gravação, edição digital
- Kim Cheol-sun – mixagem
- Kwon Nam-woo – masterização

## Desempenho nas paradas musicais
| Parada musical (2023)                               | Melhores posições |
| --------------------------------------------------- | ----------------- |
| Coreia do Sul (Circle)                              | 2                 |
| Estados Unidos (Billboard World Digital Song Sales) | 6                 |
| Hong Kong (Billboard)                               | 24                |
| Japão (Japan Hot 100)                               | 64                |
| Japão (Oricon Streaming Chart)                      | 43                |
| Global 200 (Billboard)                              | 70                |
| Nova Zelândia (RMNZ Hot Singles)                    | 34                |
| Singapura (RIAS)                                    | 22                |
| Taiwan (Billboard)                                  | 14                |
| Vietnã (Vietnam Hot 100)                            | 27                |

| Parada musical (2023)  | Posição |
| ---------------------- | ------- |
| Coreia do Sul (Circle) | 4       |

| Parada musical (2023)  | Posição |
| ---------------------- | ------- |
| Coreia do Sul (Circle) | 13      |

## Certificações
| Região                                                          | Certificação | Unidades certificadas/vendas |
| --------------------------------------------------------------- | ------------ | ---------------------------- |
| Japão (RIAJ)                                                    | Ouro         | 50,000,000†                  |
| † Números somente de streaming com base apenas na certificação. |              |                              |

## Histórico de lançamento
| Região | Data                   | Formato(s)                 | Versão            | Gravadora(s)             |
| ------ | ---------------------- | -------------------------- | ----------------- | ------------------------ |
| Várias | 8 de maio de 2023      | Download digital streaming | Original          | SM Warner Dreamus        |
| Várias | 15 de setembro de 2023 | Download digital streaming | Remix de Nitepunk | SM ScreaM Warner Dreamus |